# Richard Manuel (Wasserballspieler)
Richard Manuel (* 1. Oktober 1888 in Popice; † im 20. Jahrhundert) war ein österreichischer Wasserballspieler.

## Karriere
Manuel nahm an den Olympischen Spielen 1912 in Stockholm teil. Hier erreichte er mit der österreichischen Nationalmannschaft den vierten Rang. Neben dem Wasserball war er auch im Schwimmsport aktiv.